# Isuasphaera
Isuasphaera isua
Genre
Espèce
Isuasphaera isua est une espèce qui aurait vécu il y a 3 400 millions d'années.  
Il s'agit d'un microfossile découvert dans une chaille en Amérique du Sud ou encore au Groenland. Proche des levures, ce serait à ce jour le plus vieil organisme connu même si son existence est encore contestée. 
Son nom vient du grec ancien isua qui signifie a du mal à respirer et sphaera qui signifie sphère. 
Ces levures ont d'abord été appelées Ramsaysphaera en l'honneur de celui qui les a découvertes.
On classe le taxon parmi les Biota incertae sedis ou dans la division Ascomycota.